# Pieter Cort van der Linden
Pieter Wilhelm Adriaan Cort van der Linden (L'Aia, 14 maggio 1846 – L'Aia, 15 luglio 1935) è stato un politico olandese, primo ministro dei Paesi Bassi dal 29 agosto 1913 al 9 settembre 1918.

## Biografia
Durante il periodo trascorso a capo dell'esecutivo van der Linden si batté per l'introduzione del suffragio universale e per la neutralità dei Paesi Bassi durante la prima guerra mondiale.